# Donald Steven
Donald Steven (né le 26 mai 1945) est un compositeur canadien-américain, éducateur de musique, et administrateur universitaire. Un membre de la Ligue canadienne de compositeurs et un associé de la Centre de musique canadienne, il a remporté le Prix BMI pour compositeurs étudiants en 1970, le Golden Jubilee Creative Arts Award de la Fédération canadienne des femmes diplômées des universités en 1972, le prix JUNO pour la composition classique de l'année en 1987 (pour Pages de Solitary Delights) et le prix Jules-Léger pour la nouvelle musique de chambre en 1991 (pour In the Land of Pure Delight). Ses compositions sont caractérisées par leur accent sur la couleur et l'atmosphère instrumentale. Peut-être son œuvre la plus connue est sa Illusions pour violoncelle, qui a été largement joué en concert et sur les émissions de télévision et de radio.

## Biographie
Né à Montréal, Steven a commencé sa carrière d'effectuer et d'organiser la musique folk et de rock dans les années 1960 (notamment avec Les Raftsmen) avant de poursuivre des études professionnelles dans la musique. En 1968, il entre à l'université McGill, où il était un étudiant de composition de musique de Bruce Mather. Après avoir été diplômé de l'université McGill avec un baccalauréat en musique en 1972, il est entré dans le programme de musique de deuxième cycle à l'université de Princeton, où il a étudié sous Milton Babbitt, obtenant une maîtrise des Beaux-Arts en 1974. Plus tard, il a obtenu un doctorat de l'université de Princeton.
En 1975, Steven a rejoint la Faculté de musique (aujourd'hui l'École de musique Schulich) à l'université McGill, devenant finalement la tête du département d'interprétation en 1986. Il a enseigné la composition de la musique à l'école jusqu'en 1992 et a été impliqué dans la modernisation de l'atelier de McGill la musique électronique et la création des studios de musique de l'ordinateur. En 1992, il est devenu doyen de la Conservatoire de musique de Purchase College (SUNY)et, par la suite, en 1997, doyen à l'université Roosevelt en Chicago. Depuis, il a travaillé dans la haute administration à l'université d'État de New York et The Citadel, et se retira comme Provost et vice-président pour les affaires académiques à l'université Rider en 2013. Il est également un ancien membre du corps professoral de l'université de Western Ontario.
Les œuvres de Steven ont été réalisées à travers le monde, y compris les World Music Days de la Société internationale pour la musique contemporaine et le Congrès mondial de violoncelle. Il a reçu de nombreuses commandes, notamment de Maureen Forrester, Tsuyoshi Tsutsumi, Bertram Turetzky, Robert Riseling, et Alvaro Pierri et de la Société de musique contemporaine du Québec, le Pierrot Ensemble, le Canadian Electronic Ensemble, New Music Concerts et Radio-Canada.

## Principales œuvres
- Harbinger, une fantaisie pour soprano et orchestre, 1969   (Prix BMI pour compositeurs étudiants), 1969
- Illusions, une élégie pour violoncelle, 1971
- The Gossamer Cathedral, cinq fresques surréalistes pour instruments, 1972
- Crossroads, pour instruments, 1974
- The Transient, pour soprano et instruments, 1975
- Images: Refractions of Time and Space, pour flûte, piano électrique, basse électrique et percussions, 1977
- For Madmen Only, théâtre magique pour violoncelle solo et orchestre, 1978
- Rainy Day Afternoon, pour quintette de cuivres, 1979
- Night Suite, pour instruments, 1979
- Wired, ensemble électronique et bande en option, 1981
- On the Down Side, pour septuor de jazz, 1982
- Bert in Nether-Nether Land, aventures pour contrebasse solo et instruments, 1983
- Ordre sans ordre (sans désordre), concerto pour guitare solo et orchestre de chambre, 1984
- Straight On Till Morning, pour instruments et bande, 1985
- Pages of Solitary Delights, pour contralto et orchestre, 1985  (Juno Award 1987)
- Sapphire Song, pour clarinette, 1986
- Love Where the Nights are Long, pour soprano, hautbois d'amour et orchestre, 1987
- Full Valleys, pour chœur d'enfants, 1989
- That Other Shore, pour contrebasse solo et cordes basses, 1990
- In the Land of Pure Delight, pour instruments, 1991  (Prix Jules Léger 1991)
- ô, to make dreames true, figurines pour l'Instrumentarium Harry Partch, 2001
- mesmerie0000-mesmerie0100, cinq études générées par ordinateur, 2008
- GearTrain, motet isorythmique générée par ordinateur, 2008
- ScatterToms, musique électronique générée par ordinateur, 2013
- Evensong, musique électronique générée par ordinateur, 2015
- Generations, la musique électronique et ambiante générée par ordinateur, 2015
- Au Bord des Flots, Scènes Acadiennes d'autrefois pour trois jeunes ami(e)s de la clarinette, 2015
- Anamnesis, pour deux shakuhachi, 2016
- souvenirs d'autrefois, trois bagatelles pour clarinette et basson, 2016
- October, pour flûte alto, 2017